# SS Afric (1899)
SS Afric byl parník společnosti White Star Line vybudovaný v loděnicích Harland & Wolff v Belfastu. Byl kombinací nákladní a osobní lodě a sloužil na linkách do Austrálie. Byl jeden z pěti nových parníků White Star Line navržených tak, aby mohly převážet náklad i cestující. Tato nová generace lodí nabízela ubytování pro 350 pasažérů stejně jako prostory pro zmražené maso na přídi.

## Nasazení za války a potopení
Během Búrských válek a 1. světové války sloužil jako transportní loď. V noci 12. února 1917 plul pomalu do Plymouthu, když se nacházel u Eddystone (jihozápad Anglie). Kapitán odesílal morseovkou žádosti o leteckou podporu, ale odpovědi se nedočkal. Afric tak nadále pomalu pokračoval na cestě mezi Eddystone a Lizard Point, místem které bylo, jak známo, pravidelně střeženo německými ponorkami.
Po východu slunce plul Afric rychlostí 10 uzlů východoseverovýchodním směrem, když náhle vedoucí pracovník na můstku spatřil torpédo směřující pod úhlem 45 stupňů přímo k pravoboku zádě Afriku. S ohlušující explozí vrazilo torpédo do lodi a rozhoupalo ji. Okamžitě byl vydán rozkaz k opuštění lodi a posádka začala spouštět záchranné čluny. Posádka ponorky dovolila lidem z Afriku odjet pryč a odpálila druhé torpédo, které zasáhlo Afric do dna.
Tři měsíce stará ponorka UC-66, která pokládala miny při pobřeží, vedená kapitánem Herbertem Pustkuchenem, se vynořila a vzala lidi z Afriku na palubu včetně kapitána, který musel jít na výslech. O čtyři měsíce později pronásledovala britskou loď Sea King, ale najela na vlastní minu, která ponorku zničila a zabila 23 lidí na palubě.
Vrak lodi byl objeven a identifikován v roce 1987 asi 40 m pod hladinou 29 km jihovýchodně od Dodman Point. Dnes je to oblíbené potápěčské místo. Vrak je téměř nepoškozený a jeho kotva na pravoboku je pořád na místě. V nákladovém prostoru jsou stále kosti ze zmraženého masa z roku 1917.

## Poznámka
Rád bych na tomto místě opravil informaci o hloubce vraku. Na vrak ss Afric jsme se potápěli v roce 2000. Průměrná hloubka ponoru byla kolem 70 metrů. Vrak je téměř celý pokrytý rybářskými sítěmi, které se na vraku zachytily v různé době při rybolovu. Dnes připomíná vrak spíše kokon a penetrace do vraku je téměř nemožná. Pokud se zde píše o "oblíbeném potápěčském místě", pak je na místě poznamenat, že ponor na ss Afric je opravdu jen pro velmi zkušené potápěče.

Informace o hloubce 40m je v každém případě silně zkreslená.